# Forces armées d'Ossétie du Sud

Blason de l'Ossétie du Sud-Alanie.

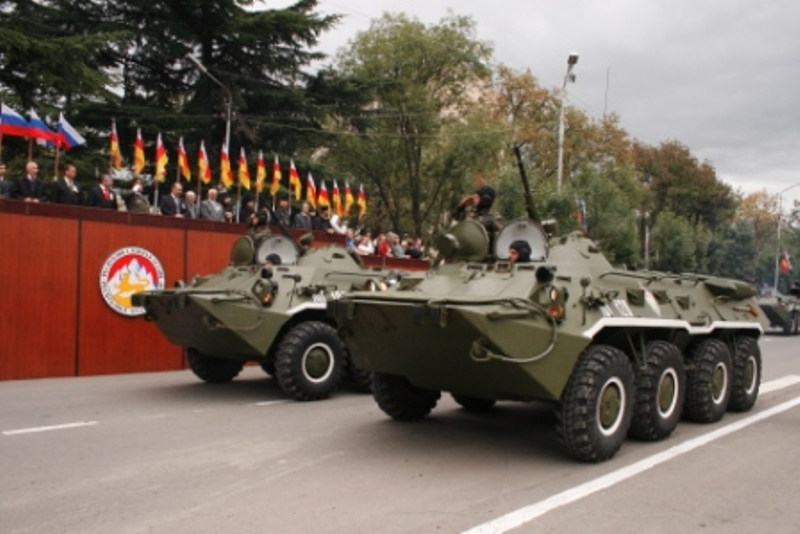
BTR-80 sud-ossètes durant une parade à Tskhinvali en septembre 2009.

Les forces armées d'Ossétie du Sud ou armée sud-ossète est l'armée nationale de l'Ossétie du Sud-Alanie.

## Historique
Elle est connue pour son rôle dans la guerre russo-géorgienne. Durant cette période, les pertes totales de l'armée sud-ossète sont estimées à 150 hommes,.

## Structure
Les forces armées d'Ossétie du Sud sont composées d'une armée de terre et d'un corps aérien.

## Équipement
- 5 chars T-55 ainsi que 10 chars T-72
- 36 obusiers
- 4 canons anti-chars
- 30 mortiers
- 52 véhicules de transport de troupes
- 10 canons anti-aériens
- 4 hélicoptère Mi-8

Après la guerre russo-géorgienne, les chars géorgiens capturés durant les batailles ont été transférés dans l'armée sud-ossète.